# WASP-19
WASP-19는 돛자리 방향으로 지구로부터 약 815광년 떨어진 곳에 있는 G형 주계열성이다. 멀리 떨어져 있기 때문에 겉보기 등급은 12.3으로 맨눈으로는 볼 수 없다. 이 별은 우리 태양과 비슷한 분광형을 보여주나, 모든 면에서 태양보다 조금 더 가볍고, 덜 밝고, 크기 또한 작다.

## 행성계
2009년 12월 10일 SuperWASP 프로젝트는 WASP-19를 도는 외계 행성 WASP-19b의 존재를 공식적으로 발표했다. b는 지금까지 발견된 외계 행성들 중에서도 이례적으로 별에 가까이 붙어 돌고 있었다.
| 동반 천체 (가까운 천체순) | 질량 (MJ) | 공전주기 (일) | 공전궤도 반지름 (AU) | 이심률 |
| ------------------------- | --------- | ------------- | -------------------- | ------ |
| b                         | 1.15      | 0.7888399     | 0.0164               | 0.02   |